# Acutiserolis luethjei
Acutiserolis luethjei is een pissebed uit de familie Serolidae. De wetenschappelijke naam van de soort is voor het eerst geldig gepubliceerd in 1986 door Wägele.